# Públio Manílio Vopisco Viciniliano
Públio Manílio Vopisco Viciniliano (em latim: Publius Manilius Vopiscus Vicinillianus) foi um senador romano eleito cônsul em 114 com Quinto Nínio Hasta. Seu nome completo era Públio Manílio Vopisco Viciniliano Lúcio Elúfrio Júlio Quadrado Basso (em latim: Publius Manilius Vopiscus Vicinillianus Lucius Elufrius Julius Quadratus Bassus) e uma versão reduzida, Públio Manílio Vopisco, aparece na datação consular. Uma inscrição encontrada em Tibur revela que o prenome de seu pai era "Públio".

## Origem
O poeta Estácio, em "Silvae", provê uma extensa descrição de uma villa de um certo Manílio Vopisco na margem do rio Ânio e abrigada por duas formações rochosas. Contudo, não se sabe se ele é o mesmo que foi cônsul em 114, pois, além do pai de Viciniliano, houve ainda um cônsul sufecto em 60 chamado Marco Manílio Vopisco, que pode ter sido seu avô.
Alguns estudiosos sugeriram que Viciniliano possa ter sido adotado por Caio Júlio Quadrado Basso, cônsul em 105, mas Olli Salomies descarta essa hipótese por causa da ordem dos elementos no seu nome polionímico. Ele também descarta uma ligação com Lúcio Elúfrio Severo, procônsul de Creta e Cirenaica em 100. Contudo, o historiador Ronald Syme lembra que "Elúfrio" é um nome familiar raríssimo, inexistente nas províncias e confinado a uma estreita faixa na Úmbria. Segundo ele, nomes múltiplos podem ser, além do resultado de adoções ou da herança dos nomes da mãe, uma tentativa de comemorar uma amizade ou um patrono e, tendo isto em conta, lembra que Vopisco foi tribuno militar na Síria quando Quadrado Basso foi governador, o que reforça a possibilidade de alguma relação.

## Carreira
A inscrição de Tibur fornece detalhes de uma carreira patrícia, apesar de alguns cargos estarem fora de ordem. Segundo ela, Vopisco primeiro foi triúnviro monetário, o mais prestigioso dos quatro comitês dos vigintiviri, um cargo geralmente reservado a patrícios ou a favoritos do imperador; na mesma época, Viciniliano foi admitido entre os sálios colinos. A inscrição lista em seguida que ele foi tribuno militar da Legio IV Scythica antes de ser nomeado questor (um dos dois que serviam o imperador Trajano, outro prestigioso posto), o que era pouco usual nesta época. Depois de servir como pretor, Viciniliano foi admitido como flâmine e entrou para o Colégio de Pontífices. Finalmente, serviu como curator fani Herculis Victoris fuit Tibure antes de servir como cônsul em 114. Depois disto, nada mais se sabe sobre ele.